# أليسون راندال
أليسون راندال (بالإنجليزية: Allison Randall)‏ هي منافسة ألعاب القوى جامايكية، ولدت في 25 فبراير 1988.

## وصلات خارجية
- أليسون راندال على موقع الاتحاد الدولي لألعاب القوى (الإنجليزية)
- أليسون راندال على موقع الدوري الماسي (الإنجليزية)
- أليسون راندال على موقع أوليمبيديا (الإنجليزية)